# Jōgan
Jōgan (貞観) era un nombre de la era japonesa (年号 nengō, "nombre del año") después de Ten'an y antes de Gangyō. Este período abarcó los años desde abril del 859 hasta abril del 878. Los dos emperadores reinantes fueron Seiwa-tennō (清和天皇) y Yōzei-tennō (陽成天皇).

## Cambio de era
7 de febrero del 859 Jōgan gannen (貞観元年): el nombre de la nueva era se creó para marcar un evento o una serie de eventos. La era anterior terminó y la nueva comenzó en Ten'an 3, el día 25 del cuarto mes del 859.

## Eventos de la eraJōgan
- 859 (Jōgan 1, 1.º mes): Todas las festividades de Año Nuevo fueron suspendidas debido al período de duelo nacional por la muerte del emperador Montoku.[4]
- 864 (Jōgan 6, quinto mes): el monte Fuji entró en erupción durante 10 días y expulsó de su cima una inmensa cantidad de cenizas y cenizas que cayeron a la tierra tan lejos como el océano en la bahía de Edo. Muchas personas murieron y muchas casas fueron destruidas. La erupción volcánica comenzó en el lado del Fuji-san más cercano al Monte Asama, arrojando cenizas y cenizas tan lejos como la Provincia de Kai.[5]
- 869 (Jōgan 10): Yōzei nació y se llama heredero de Seiwa el año siguiente.[6]
- 9 de julio de 869 (26 de mayo, Jōgan 11). El terremoto y tsunami del 869 arrasan gran parte de la costa de Sanriku, cerca de Sendai.[7]
- 876 (Jōgan 17, 11.º mes): En el año 18 del reinado de Seiwa-tennō (清和天皇18年), el emperador cedió su trono a su hijo de cinco años, lo que significa que el niño recibió la sucesión (senso). Poco después, el emperador Yōzei accedió formalmente al trono (sokui).[8]